# 564-та фольксгренадерська дивізія (Третій Рейх)
564-та фольксгренадерська дивізія (Третій Рейх) (нім. 564. Volksgrenadier-Division) — піхотна дивізія народного ополчення (фольксгренадери) вермахту за часів Другої світової війни.

## Історія
564-та фольксгренадерська дивізія сформована 26 серпня 1944 року у ході 32-ї хвилі мобілізації у XVII-му військовому окрузі на навчальному центрі Доллершейм (нім. Trüppenübungsplatz Döllersheim) в Нижній Австрії шляхом перейменування 564-ї гренадерської дивізії та включення до складу з'єднання частин піхотної дивізії «Доллершейм». Але вже 15 вересня 1944 року її підрозділи пішли на доукомплектування 183-ї фольксгренадерської дивізії.

## Райони бойових дій
- Австрія (серпень — вересень 1944)

## Командування

### Командири
- генерал-лейтенант Вольфганг Ланге (нім. Wolfgang Lange) (26 серпня — 15 вересня 1944)

### Склад
| 1944                                      |
| ----------------------------------------- |
| 1150-й гренадерський полк                 |
| 1151-й гренадерський полк                 |
| 1152-й гренадерський полк                 |
| 1564-й артилерійський полк                |
| 1564-та рота зв'язку                      |
| 1564-те дивізійне управління забезпечення |